# Башня Орёл
Ба́шня Орёл (также Городецкая башня) — многогранная глухая башня Смоленской крепостной стены.
Название «Городецкая» башня получила от располагавшегося перед ней с внешней стороны земляного укрепления, называвшегося «городком», а «Орёл» — от Орлова укрепления, располагавшегося на склоне горы ниже башни.

## Местонахождение и внешний вид
Башня Орёл находится в 200—250 метрах восточнее улицы Тимирязева. Находится в составе наиболее длинного из сохранившихся до наших дней фрагментов Смоленской крепостной стены, между Поздняковой и Авраамиевской башнями.
Башня была построена по проекту Фёдора Коня в 1595 году. Форма основания башни — шестадцатигранник, однако издалека кажется, что башня Орёл круглая. Благодаря тому, что башня сильно выступала из линии крепостных стены («глухая» башня), она обеспечивала как фронтальный бой, так и оборону примыкающих прясел.
Башня являлась одним из самых мощных восточных узлов крепости. Во время её строительства под фундаментом был сооружён слуховой ход.

## История башни
Башня Орёл пострадала во время осады Смоленска в 1609—1611 годах, а также при осаде московским войском воеводы Шеина в 1632—1634 годах. Оба раза после разрушений поляками башня была восстановлена.
В середине XVIII века прибывший из Польши под именем графа Змеявского аферист построил неподалёку от башни Орёл кирпичный завод, который являлся маскировкой для деятельности банды беглых каторжников и дезертиров, занимавшихся фальшивомонетным делом, обменивая затем фальшивые деньги на настоящие на территории Польши. Для отпугивания обычных людей Змеявский и его сообщники рядились под представителей нечистой силы. Деятельность банды продолжалась в течение 15 лет. Когда готовившийся к пострижению в монахи Троицкого монастыря бывший камердинер Змеявского умер, у него нашли покаянную записку, в которой он изобличил своего хозяина. Поднятые ночью по тревоге подразделения смоленского гарнизона оцепили башню Орёл. Через найденный лаз солдаты спустились в подземелье, где были арестованы двадцать членов банды во главе со Змеявским, а также большое количество фальшивых монет и мешки с монетами, предназначенными для переплавки. Фальшивомонетчики были отправлены на каторгу, завод был разрушен, а ход в подземелье — завален.
В 1706 году башня была защищена земляной насыпью.
До начала реставрации имела большие трещины, в результате чего на башне постоянно соревновались альпинисты. Проход в башню был возможен с прилегающих к ней прясел стены через внутренние лестницы. В 2015 году после реставрации башня была замурована.